# Régulateur (horlogerie)
Pour les articles homonymes, voir Régulateur.
Ne doit pas être confondu avec Résonateur

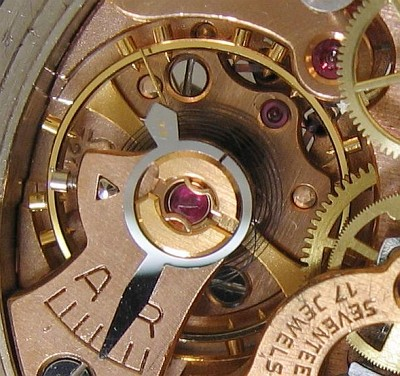
Détail de l'organe régulateur d'une montre bracelet.

Un organe régulateur ou organe réglant ou oscillateur, en horlogerie, dispense la période de temps régulière nécessaire à sa subdivision en  secondes,  minutes et  heures pour l'indication du temps et de la date et tout autre indication d'une  complication horlogère désirée. Ses intitulés sont :

## Pour les horloges et pendules
Le foliot : Le foliot est l'un des premiers organes régulateurs utilisés dans les horloges mécaniques médiévales. Il consiste en une barre horizontale oscillante fixée sur un axe, avec des poids ajustables à chaque extrémité. Le mouvement oscillatoire du foliot règle la vitesse de rotation de l'engrenage des horloges primitives.
Le pendule : Le pendule, inventé par Galilée et perfectionné par Christiaan Huygens au XVIIe siècle, a révolutionné l'horlogerie. Il utilise la régularité de l'oscillation du pendule pour contrôler le mouvement des horloges. Le pendule a permis d'atteindre une précision inégalée à l'époque, et il est encore utilisé dans certaines horloges modernes.

## Pour les montres mécaniques
Le balancier: Le balancier est un élément essentiel des montres mécaniques. Il s'agit d'une roue circulaire montée sur un axe, oscillant sous l'effet d'un ressort hélicoïdal appelé spiral. Le balancier et le spiral travaillent ensemble pour maintenir une oscillation régulière, essentielle pour la précision de la montre. Le réglage précis de cet ensemble, appelé réglage, est une opération délicate et cruciale.
Le spiral: Le spiral, souvent fabriqué en alliage spécial pour minimiser les variations dues aux changements de température, est un composant fondamental du balancier. Son élasticité permet au balancier de revenir à sa position initiale après chaque oscillation. Le contrôle de la fréquence d'oscillation du spiral est essentiel pour la précision de la montre.

## Pour les montres électroniques
Le balancier-moteur : Dans certaines montres électroniques, un balancier-moteur est utilisé comme organe régulateur. Il combine les principes du balancier mécanique avec des impulsions électriques pour contrôler le mouvement. Cette combinaison améliore la précision tout en réduisant les besoins d'entretien mécanique.
Le résonateur sonore : Un résonateur sonore, tel qu'un diapason, est utilisé dans certaines montres électroniques. Le diapason vibre à une fréquence constante lorsqu'il est alimenté par une petite pile, fournissant ainsi une base temporelle précise.
Le cristal de quartz: Le cristal de quartz est l'organe régulateur le plus courant dans les montres électroniques modernes. Lorsque le quartz est soumis à une tension électrique, il vibre à une fréquence très stable. Ces vibrations sont converties en impulsions électriques régulières qui régulent le mouvement de la montre. Les montres à quartz sont connues pour leur précision exceptionnelle et leur fiabilité.
Les organes régulateurs jouent un rôle crucial dans la précision et la fiabilité des horloges et des montres. Ils représentent l'ingéniosité et les avancées technologiques en horlogerie au fil des siècles, permettant à l'humanité de mesurer le temps avec une précision toujours croissante.

## Le foliot

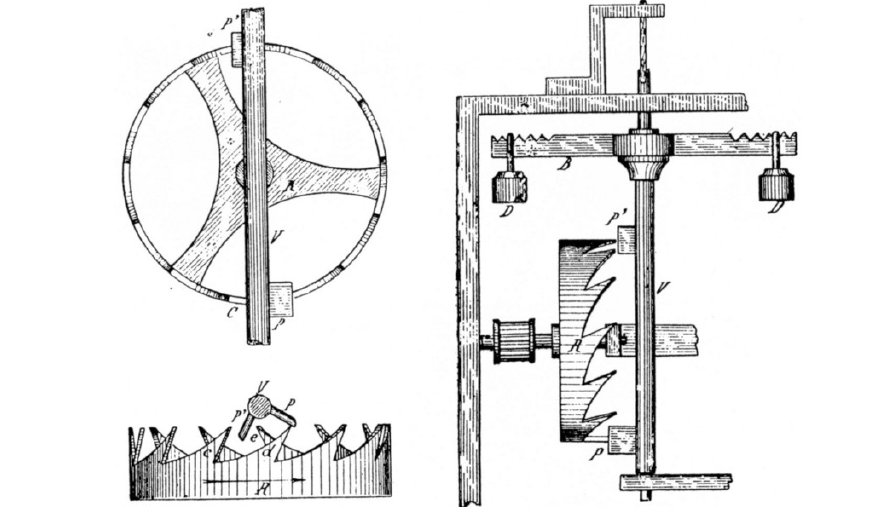
Mécanisme d'un système à foliot.

Le foliot, utilisé historiquement sur les toutes premières horloges mécaniques, n'est pas un oscillateur à proprement parler puisqu'il ne possède pas sa propre période d'oscillation, mais le fait qu'il soit « le siège d'un phénomène périodique » provoqué et entretenu par une verge à palettes peuvent excuser cette désignation qui facilite le regroupement catégoriel employé par certains auteurs

## Le pendule

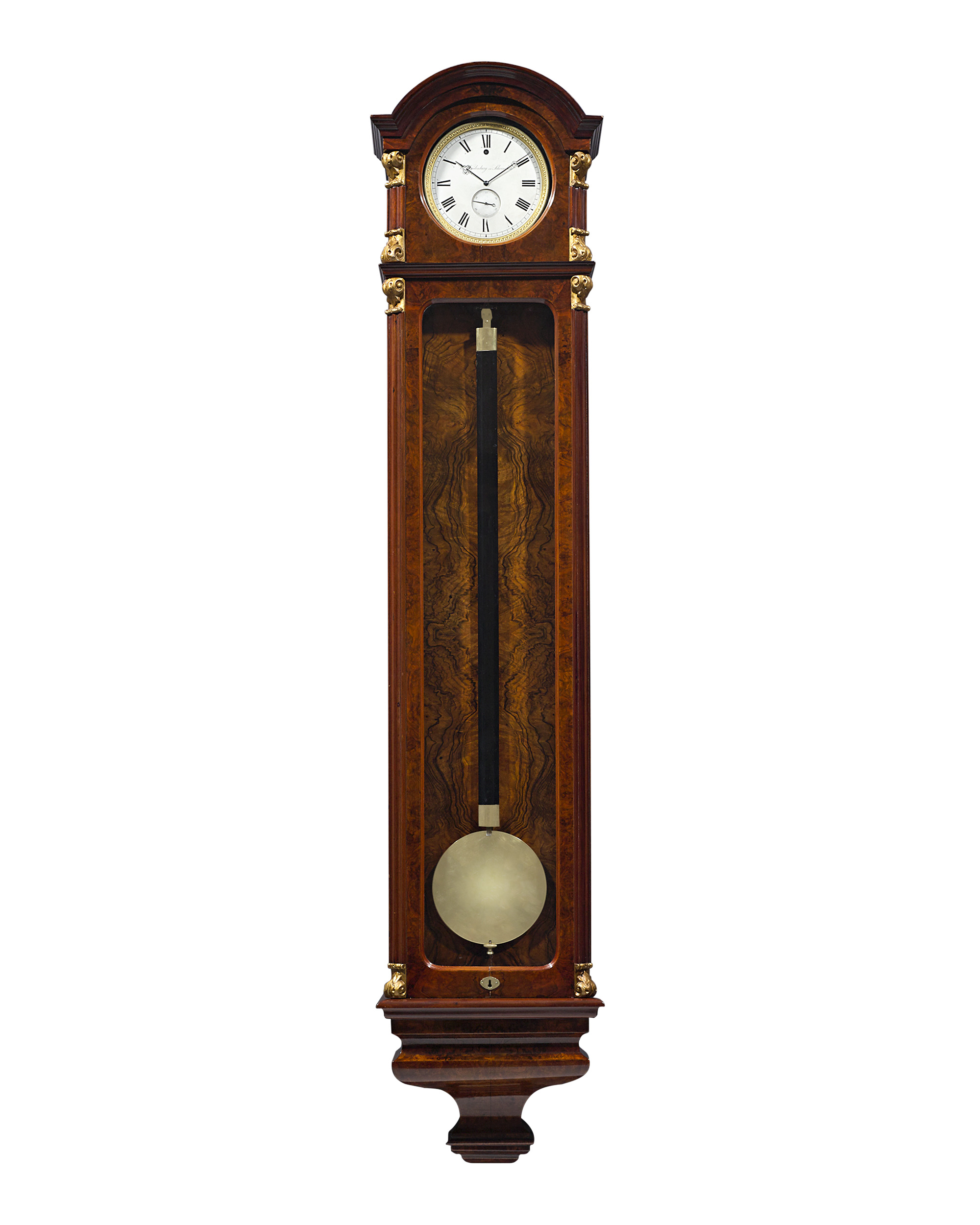
Horloge dotée d'un pendule.

Le pendule est une approximation du pendule simple, dont la fréquence est déterminée par la longueur du bras. Sa période est de l'ordre de la seconde.
Par métonymie on a appelé pendule (au féminin) les horloges de petit format, que leur organe régulateur soit, ou non, un pendule.
Les meilleures précisions furent obtenues avec un pendule libre sous vide : horloge de Shortt.

## L'ensemblebalancier/spiral

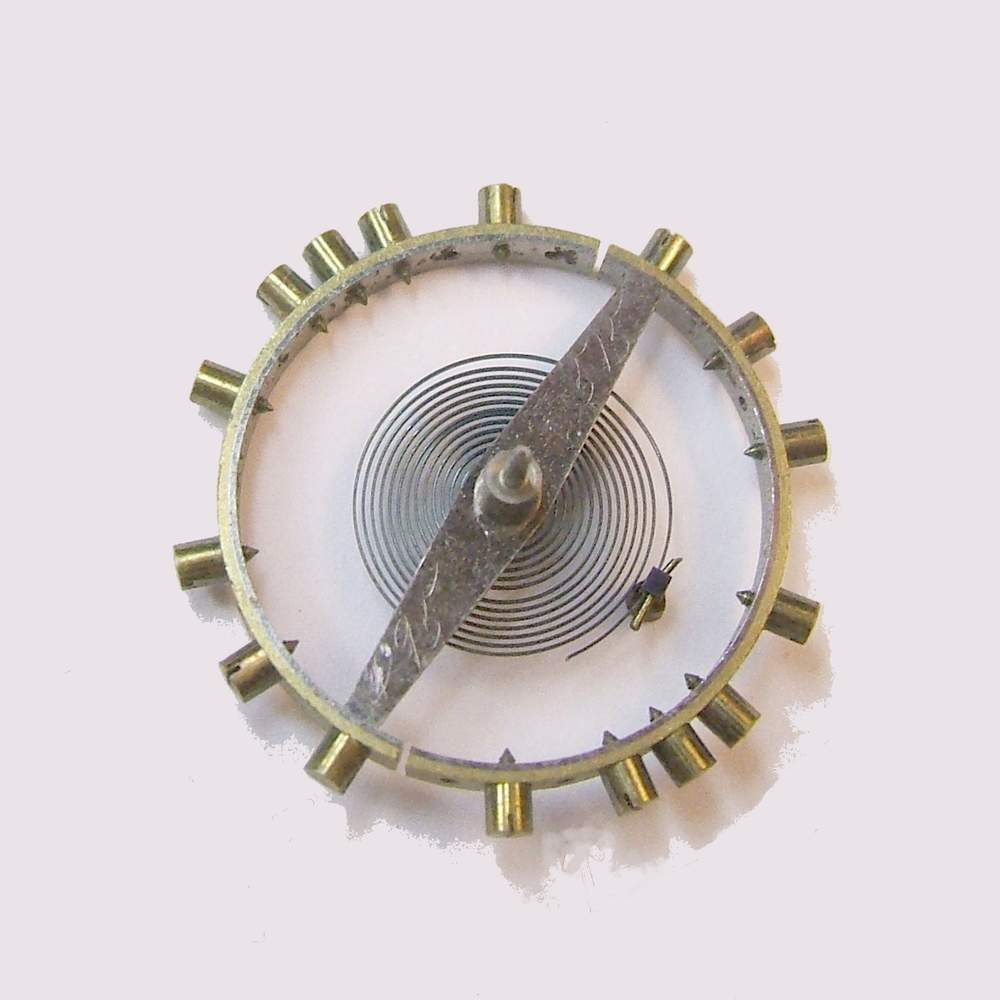

Cet organe régulateur a permis de réaliser les premières montres portables, et reste utilisé par les montres mécaniques. Il a aussi animé les chronomètres de marine. Il peut aussi être relié à une source d'énergie électrique, comme dans les montres électrique.

### Balancier-moteur
- Balancier-moteur[2],[3]
- 1966 : premier mouvement de montre à balancier moteur : le Dynotron développé en Suisse, industrialisé et commercialisé sous la dénomination calibres 9150 et 9154 par Ébauches Électroniques SA, (ESA) ou Ébauches Électroniques Marin (EEM), filiale créée par l'ASUAG, maintenant EM Electronic SA (Swatch Group[4]).

## Le pendule de torsion

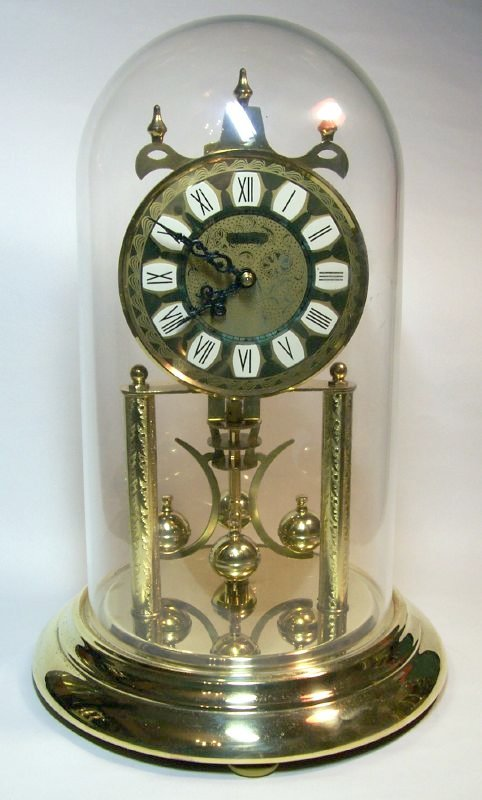
Horloge "anniversaire" à pendule de torsion.

À la fin du XIXe siècle sont apparues des pendules de table dont l'organe régulateur est une roue pesante, horizontale, suspendue à un fil de torsion. La période est très longue : 10 à 20 secondes. Cela permet à ces pendules de consommer extrêmement peu d'énergie. On les a surnommées pendules anniversaire, car elles ne nécessitaient qu'un remontage par an. La pendule Atmos est l'utilisation la plus aboutie de ce principe et ne nécessite plus aucun remontage, tirant son énergie des variations de la pression atmosphérique.

## Diapason passif

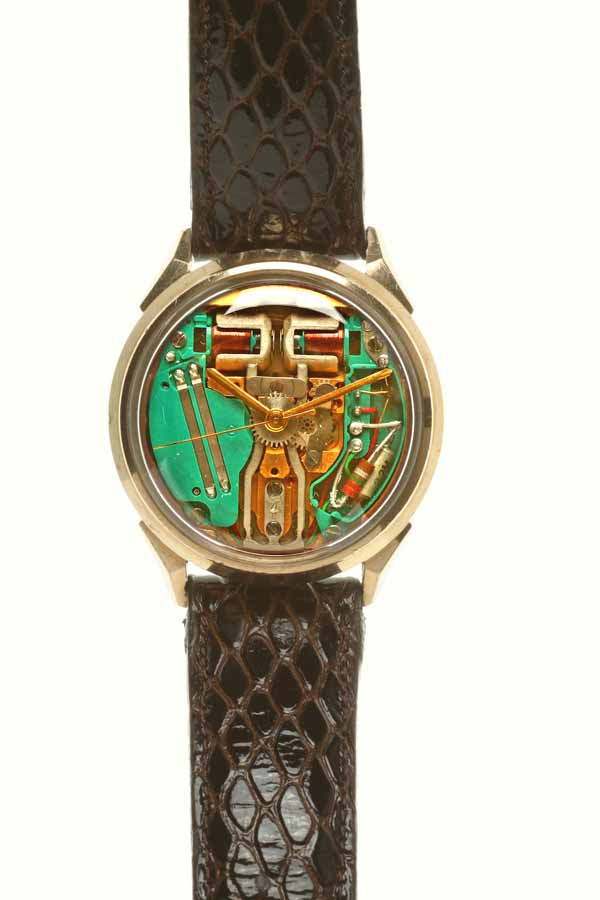
Mouvement de montre à diapason.

Certaines montres électriques, comme l'Accutron de Bulova ont utilisé un diapason passif (sans l’effet de Piézoélectricité) comme organe régulateur.

## Cristal de quartz

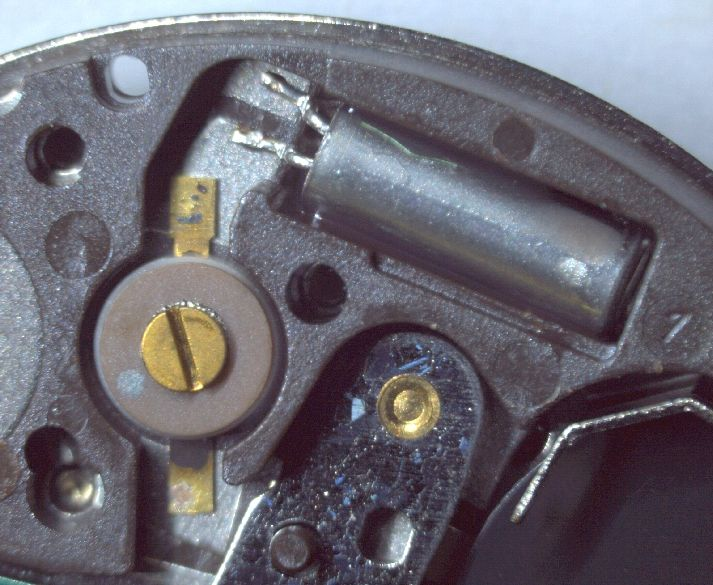
Quartz dans une montre.

Le premier mouvement de montre à Quartz, le calibre Beta 21, fut développé en Suisse par le Centre Électronique Horloger (CEH) d'Ebauches SA en 1966 après trois années de recherche et développement. Il ne fut commercialisé qu'après les développements industriels de l'industrie horlogère Japonaise, par la Marque Oméga, en une montre certifiée chronomètre de marine par le COSC, ainsi que 20 autres marques ayant contribué à son industrialisation.

## Production
En Suisse, la production des balanciers et des spiraux a été concentrée, dès 1931, par l'ASUAG, dans les sub-holdings : Les Fabriques de Balanciers Réunies (FBR), respectivement Les Fabriques de Spiraux Réunies (Nivarox), maintenant partie intégrante du Swatch Group, sous le regroupement : Nivarox SA. Le développement des mouvements électroniques fut réalisé au départ par le Centre Électronique Horloger. Les parties utilisées par les calibres Quartz Suisses, en sont encore produites par et/ou sous licence de EM Electronic SA.